# Eunice aphroditois
Eunice aphroditois is een borstelworm uit de familie Eunicidae. De soort werd in 1788 voor het eerst wetenschappelijk beschreven door Pallas.

## Leefwijze en verspreiding
Eunice aphroditois leeft op de bodem van warmere oceanen, zoals de Atlantische en de Indische Oceaan, op een diepte van 10 tot 40 meter. De borstelworm nestelt zich vlak onder het bodemoppervlak en wacht daar tot een geschikte prooi (zoals een kleine worm) voor komt om toe te slaan. Die aanval kan zo snel en krachtig zijn dat de prooi soms in twee wordt gehakt. De worm wordt omschreven als een omnivoor.

## Anatomie
Het lichaam van de worm bestaat uit een kop, een cirkelvormig, gesegmenteerd lichaam en een staartstukje. De kop bestaat uit een prostomium en een gedeelte rond de mond en draagt gepaarde aanhangsels. Eunice aphroditois kan tot 3 meter lang worden en een gemiddelde diameter van 25 millimeter bereiken.